# نوبینا
نوبینا (انگلیسی: Nubeena) یک شهر در شبه جزیره تاسمن، در تاسمانی، استرالیا است. شهری است که دارای شورای تاسمن، و محل شهرداری است. در سرشماری سال ۲۰۱۶، جمعیت آن ۴۸۱ نفر بود.